# همه‌سین
همه‌سین  (ده ترکمن یا ترکمن‌ده)، روستایی است از توابع بخش مرکزی شهرستان تهران در استان تهران ایران. روستای همه‌سین در ۷ کیلومتری شرق تهران و در پوشش شهرداری منطقه ۱۳ تهران می‌باشد.
این روستا در شمال شرقی تهران و هفت کیلومتری پارک جنگلی سرخه حصار قرار گرفته‌است. همه‌سین در دهستان سیاهرود قرار داشته و براساس سرشماری سال ۱۳۸۵ جمعیت آن ۹۸۲ نفر (۲۶۹خانوار) بوده‌است.

## پیشینه
در لغتنامه دهخدا آمده است که همه‌سین «واقع در شش هزارگزی جنوب راه دماوند، دارای ۱۹۱ تن سکنه‌است. آب آن از چشمه‌سار و محصول عمده اش غله و صیفی است. ساکنان ترکمن هستند.»
مالکیت این روستا مربوط به پازوکی های ورامین بوده و در سال ۱۱۰۱ه. ق توسط شخصی بنام صولتخان یوزباشی به چندنفر از پازوکی‌ها که در ورامین زندگی
می‌کردند به چهل تومان تبریزی فضی (سکه نقره) فروخته می‌شود(۳۳۰سال پیش در زمان شاه اسماعیل صفوی کپی مدارک در سایت روستای همه‌سین موجود
می‌باشد.)امامزاده‌ای که در این روستا وجود دارد از نوادگان امام سجاد و بنام امامزاده عبدالله می‌باشد. 
آخرین خرید و فروشهای این روستا که نام اصلی آن (هامسین) می‌باشد در سنه۱۲۱۱ ه. ق چهار ماه بعد از مرگ آقا محمد خان قاجارو توسط چند نفر از ترکمنهای طائفه عرب زرنلی خریداری می‌شود و از آن زمان تا کنون در آنجا مستقر می‌باشند. نام تمام کوه‌های آن منطقه که در مجاورت شکارگاه‌های سلطنتی (از زمان قاجار تا زمان پهلوی) است نام‌های ترکمنی دارد.در کتاب یادداشتهای روزانه ناصرالدین شاه، اشاره به گذر از این منطقه و شکار در این شکارگاه شده است.